# Молочай узковеточный
Молочай узковеточный (лат. Euphorbia stenoclada) – вид растений рода Молочай (Euphorbia) семейства Молочайные (Euphorbiaceae), произрастающий на территории Мадагаскара и Мозамбикского пролива (остров Европа).

## Описание

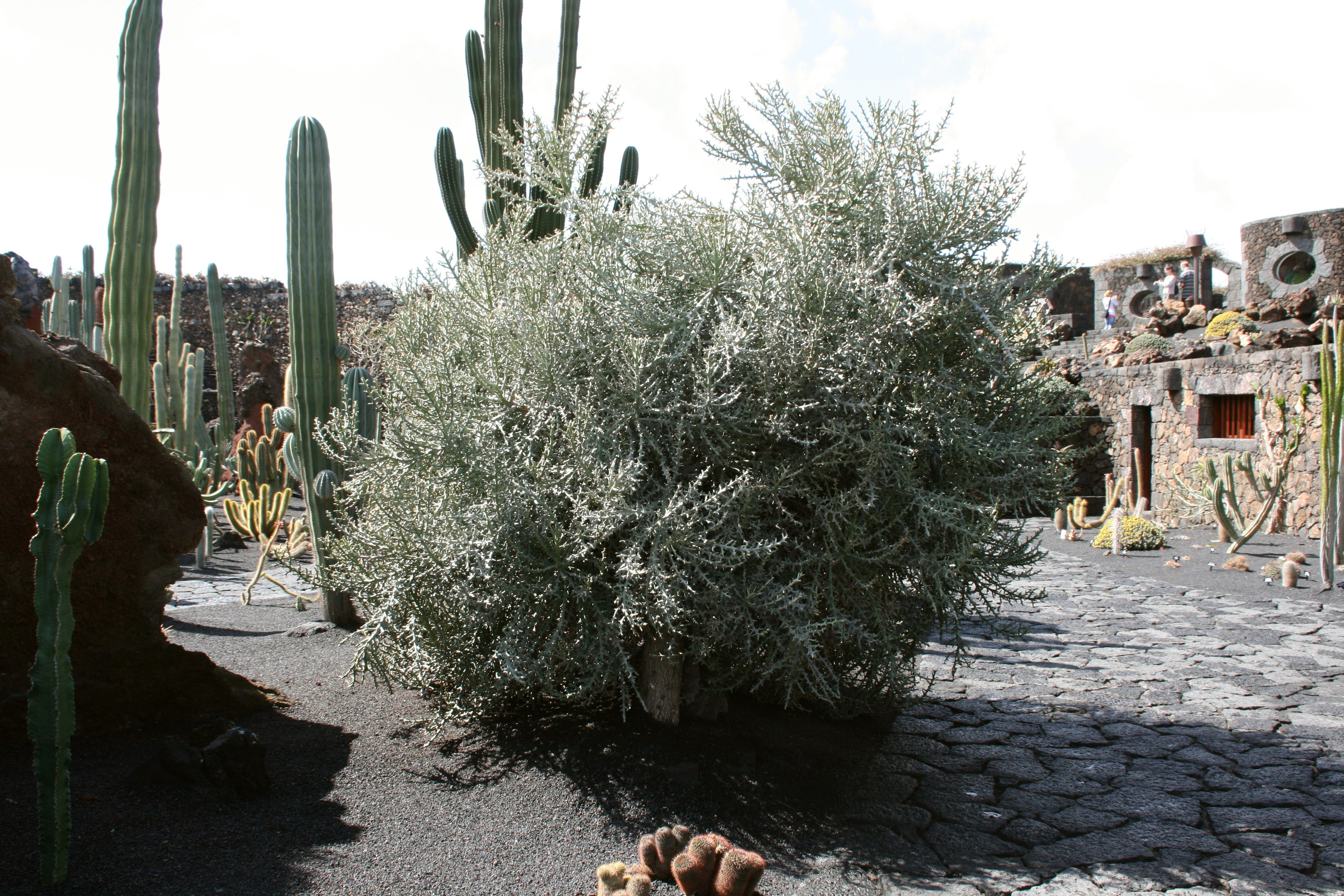
Габитус

Молочай узковеточный — сильноветвистый кустарник или дерево высотой от 1 до 4,5 (или 6) м с серебристо-серыми ветвями. Крона ветвей имеет плосковершинную форму, создавая силуэт, напоминающий рыхлую кучу пухлых снежинок. Растение часто образует заросли. Стебель имеет толщину от 10 до 20 см и покрыт грубой чешуйчатой корой. Он также характеризуется сильной разветвленностью. Ветви многочисленные, сочные, окрашенные в оливково-зеленый цвет и покрытые слоем воска. Они короткие и имеют вторичные ветви. На ветвях расположены парные, плоские, видоизмененные и колючие веточки, либо безлистные, либо с листьями, которые позднее опадают.
Цветки фиолетово-малинового цвета, имеют диаметр около 3 мм и окрашены в пурпурный оттенок. Они сидят в плотно собранных соцветиях на концах ветвей. Плод шаровидный и покрыт волосками. Размеры плода составляют приблизительно 6-7 мм. Семена также обладают шаровидной формой и имеют диаметр около 3 мм.

## Распространение
Природный ареал находится на территории Мадагаскара и Мозамбикского пролива (остров Европа). Вид был интродуцирован в Испании.
Молочай узковеточный растет в относительно густых вечнозеленых лесах, на известняковых прибрежных дюнах, и на выходах пород из мрамора циполина возле города Амбатофинандрахана. На высокогорных плато он встречается в сухих кустарниковых зонах на юго-западе. Вид растет только на циполиновых породах, которые являются ценным источником белого мрамора.

## Таксономия
Euphorbia stenoclada Baill., первое упоминание в Bull. Mens. Soc. Linn. Paris 1: 672 (1887).

### Синонимы
Гомотипные (основанные на одном и том же номенклатурном типе):
- Tirucalia stenoclada (Baill.) P.V.Heath (1996)

### Подвиды
Подтвержденные подвиды по данным сайта Plants of the World Online на 2023 год:
- Euphorbia stenoclada subsp. ambatofinandranae (Leandri) Cremers
- Euphorbia stenoclada subsp. stenoclada

## Выращивание

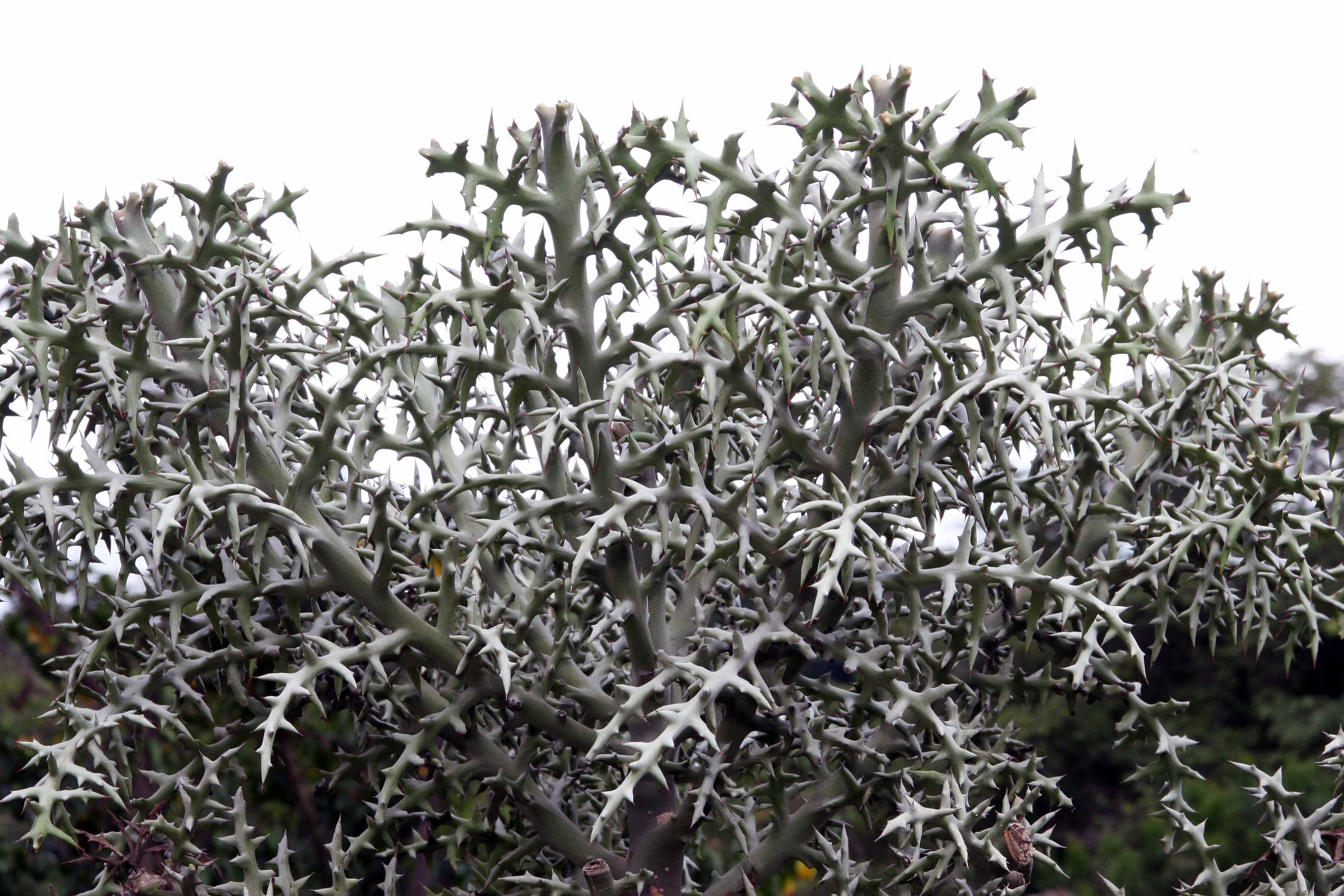
Многочисленные ветви

Молочай узковеточный является простым в выращивании видом, который процветает на хорошо дренированных почвах под прямыми солнечными лучами.
Размножается черенками.

## Применение[3]
- Традиционное использование: смола стебля используется для герметизации пирогов.
- Корм для крупного рогатого скота: верхушки ветвей являются пищей для зебу.
- Медицинское использование: традиционно используется для лечения астмы, и кверцетин, вероятно, является основным активным веществом.

## Охранный статус
Главными угрозами для этого вида являются деградация среды обитания, пожары, расчистка среды обитания для производства древесного угля и добыча полезных ископаемых.